# 辛纂
辛 纂（しん さん、生年不詳 - 534年）は、北魏末から東魏にかけての軍人。字は伯将。本貫は隴西郡狄道県。従弟は辛雄。

## 経歴
兗州安東府主簿を初任とした。秘書丞の李伯尚と旧交があり、李伯尚が咸陽王元禧とともに反乱を計画して失敗し、辛纂のところに逃げ込んできた。匿ったことが発覚すると、辛纂は罪に問われて免官された。十数年後、奉朝請に任じられた。しばらくして太尉騎兵参軍に転じ、事あるたびに太尉府の主である清河王元懌の賞賛を受けた。元懌の推挙を受けて、越騎校尉に転じた。523年（正光4年）、尚書令の李崇が北伐して柔然を攻撃すると、辛纂は李崇に召し出されて録事参軍となった。524年（正光5年）、臨淮王元彧が北征すると、辛纂はその下で長史とされた。広陽王元淵が北伐すると、辛纂はまた召し出されて長史となった。まもなく諫議大夫に任じられた。元彧がかれを讃えたため、辛纂は朝廷でたびたび推薦推挙された。
526年（孝昌2年）、南朝梁の将軍の曹義宗が新野を攻撃すると、辛纂は持節・尚書左丞・南道行台となり、軍を率いて新野を救援し、梁軍を撃破した。このころ北魏は各地で戦争や反乱が多発していたため、中央からの援軍のないまま、辛纂は2000あまりの兵で南方の戦線を支えていた。辛纂は荊州軍司となり、驍騎将軍の号を受け、輔国将軍の号を加えられた。528年（武泰元年）、孝明帝死去の報が届くと、軍中の人々はみな敵に対して訃報を隠そうとしたが、辛纂は「安危は人にあり」といって、そのまま喪を発し、三軍に白の喪服を着用させた。州城に入り、まもなく曹義宗に包囲されたが、兵を率いて固く守った。孝荘帝が即位すると、辛纂は行台のまま通直散騎常侍・征虜将軍の位を受け、尚書を兼ねた。後に大都督の費穆が曹義宗を攻撃し、これを捕らえた。
まもなく辛纂は持節・平東将軍・中郎将に任じられた。529年（永安2年）、元顥が洛陽を占領すると、辛纂は捕らえられた。元顥が敗れて孝荘帝が洛陽に帰還すると、辛纂は洛陽を守れなかった罪を陳謝した。虎牢に駐屯し、まもなく中軍将軍・滎陽郡太守に転じた。前太守の鄭仲明の側近であった姜洛生・康乞得が不法に財産を収奪していたため、辛纂はかれらを逮捕して郡城の市にその首級をさらした。鎮東将軍の号を加えられた。532年（太昌元年）、左光禄大夫の位を受けた。辛纂は洛陽に寓居して、河南邑中正をつとめた。
534年（永熙3年）、使持節・河内郡太守に任じられた。高歓が洛陽に赴くと、辛纂は高歓と面会して東魏側につく態度を明らかにした。
9月、行荊州事・兼尚書・南道行台となった。まもなく正式に荊州刺史となった。ときに少数民族の首長の樊五能が析陽郡を陥落させ、宇文泰に呼応した。辛纂は行台郎中の李広の諫めを聞かず出撃したが、析陽郡を落とすことができなかった。荊州の州城から宇文泰に内通する者が出て、宇文泰はひそかに都督の独孤信の軍を派遣した。独孤信は兵を州城に突入させ、辛纂を捕らえて殺害した。辛纂は都督定殷二州諸軍事・驃騎大将軍・尚書左僕射・司徒公・定州刺史の位を追贈された。
子に辛子炎があり、武定年間に博陵郡太守となった。

## 伝記資料
- 『魏書』巻77 列伝第65
- 『北史』巻50 列伝第38